# Autoroute A81 (France)
Pour les articles homonymes, voir A81 et F11.
L'autoroute A81 est une autoroute de 93 kilomètres qui relie Le Mans au péage de La Gravelle, situé aux portes de la région Bretagne. Elle est surnommée l'Armoricaine et a brièvement porté l'appellation F11 à sa mise en service en 1980.
Tronçon autoroutier en service :
- Le Mans - La Gravelle.

Deux routes nationales poursuivent jusqu'à Brest :
- RN 157 : La Gravelle - Rennes ;
- RN 12 : Rennes - Brest.

## Gestion
L’A81 est gérée par la société VINCI autoroutes. Cette autoroute est couverte par Radio VINCI Autoroutes (107.7FM).

## Sorties
Section concédée à Cofiroute et payante
- Sur l'échangeur avec l'autoroute A11. Début de l'autoroute A81.
- Échangeur entre A11 et A81 : Paris, Tours, Alençon (A28), Le Mans - Z. I. Nord, Z. I. Sud, centre, Nantes, Angers
  -   Après l'échangeur avec l'autoroute A11.
  -  Aires de repos de La Landrière (sens  Le Mans - Rennes),  de La Chevallerie (sens Rennes - Le Mans)
  -  Aires de repos des Gripperies (sens  Le Mans - Rennes),  de La Coire (sens Rennes - Le Mans)
- 1 Sillé-le-Guillaume - Sablé à 28 km : Sillé-le-Guillaume, Sablé-sur-Sarthe, Loué
  -  Aires de service de Saint-Denis d'Orques (sens Le Mans - Rennes),  de la vallée de l'Erve (sens Rennes - Le Mans)
- 2 Évron à 50 km : Château-Gontier, Évron, Sablé-sur-Sarthe
  -  Aires de repos de Villeray (sens  Le Mans - Rennes),  de Loriolet (sens Rennes - Le Mans)
  -  Aire de service de la Mayenne (dans les deux sens)
- 3 Laval - est à 70 km : Laval, Mayenne, Château-Gontier
  -  Aire de repos du Château de Ricourdet (sens  Rennes - Le Mans)
- 4 Laval - ouest à 77 km : Laval, Ernée, Craon, Saint-Berthevin, Fougères
  -  Aires de repos de la Paplonnière (sens  Le Mans - Rennes),  de la Sorinière (sens Rennes - Le Mans)
  -  Avant péage.
  -  Avant péage.
  -  Arrivée sur péage.
- Péage de La Gravelle (à système fermé)
  -    Fin de l'autoroute A81, à 1 000 m.
- 5 La Gravelle à 94 km : Laval par RD, La Gravelle, Vitré - est, Argentré-du-Plessis
  -   Fin de l'autoroute A81, à 400 m.
  -  Rappel   L'autoroute A81 devient la RN 157

## Abandon du projet La Gravelle-Brest
Dans les années 1990, il était prévu de mettre l'intégralité des RN 157 et RN 12 aux normes autoroutières jusqu'à Brest par Rennes et Saint-Brieuc. Une fois ces travaux terminés, les RN 157 et RN 12 devenaient partie intégrante de l'A81. Pour cela, les bandes d'arrêt d'urgence auraient été élargies ou créées, certains virages corrigés, certaines sorties remodelées (bandes d'accélération et de décélération trop courtes). De même, la voie express aurait adopté une signalisation conforme aux normes autoroutières (sorties numérotées, panneaux bleus, cartouches « A81 » et panneaux « entrée/sortie d'autoroute » sur les échangeurs...). Des aires auraient aussi été créées. 
Fin 2014, le projet est abandonné. La préfecture de Bretagne déclare en septembre 2014 que « la mise aux normes autoroutières des routes nationales bretonnes est un projet qui avait été étudié dans les années 80 - 90 mais qui n'est plus à l'ordre du jour. ». En octobre 2014, la Direction régionale des routes de l'Ouest enterre définitivement le projet : « On continue de réaliser des travaux mais cela ne fait plus partie d'une ambition globale. [...] Pas question de faire de la RN 165 et de la RN 12 des autoroutes, à quelque horizon que ce soit (2017, 2020 ou 2025). »